# Motillas, morras y castillejos
Motillas, morras y castillejos son topónimos frecuentes en La Mancha, asociados a un tipo de restos arqueológicos que dan nombre a una cultura prehistórica, las estructuras propias de la denominada Cultura de Las Motillas o Bronce Manchego, datables arqueológicamente entre el 1700 y el 1300 antes de Cristo, con notables similitudes a las características de la Cultura de El Argar.

## Motillas
Las motillas, morfológicamente, destacan sobre la llanura de La Mancha con el aspecto de grandes túmulos. Su excavación arqueológica ha manifestado su condición de fortalezas circulares de 30 a 50 metros de diámetro dispuestas en anillos concéntricos (hasta tres líneas de muralla) en torno a una torre central. Acogían viviendas y silos y dominaban el entorno agrícola circundante como centros de control, almacenamiento y distribución.
- Motilla de Los Palacios (Los Palacios, Almagro)
- Motilla de Los Romeros (Alcázar de San Juan)
- Motilla del Azuer y Motilla de Las Cañas (Daimiel)
- Motilla del Espino (Membrilla)
- Motilla de El Quintanar (Munera)
- Motilla de La Peñuela (Albacete)

## Morras o castillejos
Una condición similar tienen las morras o castillejos, aunque estas denominaciones se reservan para altozanos en las sierras que bordean la llanura de La Mancha. Las edificaciones que los presiden se han interpretado como centros religiosos.
- Cerro de La Encantada (Granátula)
- El Recuenco (Ciudad Real)
- Cerro Bilanero (Alhambra, Ciudad Real)
- Membrilla (Membrilla)

### Parónimos
- Mota
- Montilla